# Protodrilus haurakiensis
Protodrilus haurakiensis är en ringmaskart som beskrevs av Von Nordheim 1989. Protodrilus haurakiensis ingår i släktet Protodrilus och familjen Protodrilidae. Inga underarter finns listade i Catalogue of Life.